# Axel Dahl
Axel Johan Dahl (* 19. September 1832 in Sundsholm bei Gladhammar, Schweden; † 18. März 1880 in Karlskrona, Südschweden) war ein schwedischer Landschaftsmaler der Düsseldorfer Schule und Zeichenlehrer.

## Leben
Dahl war einer von drei Söhnen des schwedischen Hauptmanns Baltzar Georg Dahl (1799–1861) und dessen Ehefrau Anna Christina Vilhelmina „Mimi“ Mannerskantz (1811–1880). Durch seine Schwester Carin Charlotta Emerentia Dahl (1835–1901) wurde er Onkel des Predigers und Schriftstellers Natanael Beskow (1865–1953).
Dahl besuchte die Technik- und Handwerksschule in Göteborg, wo er für das Modellieren und Zeichnen eine Silbermedaille erhielt. Ab 1853 studierte er an der Kunstakademie Stockholm. Von 1854 bis 1858 war er Student der Kunstakademie Düsseldorf. Dort waren Karl Ferdinand Sohn, Heinrich Mücke und Christian Köhler seine Lehrer. Von 1856 bis 1858 gehörte er dem Künstlerverein Malkasten als Mitglied an.
1876 erhielt er eine Anstellung als Zeichenlehrer an der Elementaroberschule von Karlskrona.